# Violeta Bulc
Violeta Bulc (Ljubljana, 24 januari 1964) is een Sloveens politica. Zij was van november 2014 tot en met november 2019 Europees commissaris namens Slovenië.

## Biografie
Bulc behaalde een bachelor in Informatica aan de Faculteit Elektrotechniek van de Universiteit van Ljubljana in Slovenië, evenals een master in Informatietechnologie aan de Golden Gate Universiteit van San Francisco. Vervolgens werkte ze van 1991 tot 1994 als expert voor wide area networks prestatieanalyses bij Dhl Systems in Burlingame, Californië. In 1994 keerde ze terug naar het nu onafhankelijke Slovenië, waar ze werkte als Manager Institutioneel Verkeer (tot 1997) en vervolgens als Directeur Carrier Business (tot 1999) voor Telekom Slovenië. Van 1999 tot 2000 was ze vicevoorzitter van Telemach Ltd, een belangrijke telecomaanbieder, en van 2000 tot 2014 CEO van Vibacom Ltd, Sustainable Strategies and Innovation Ecosystems[1].
Bulc trad in 2013 samen met Miro Cerar toe tot de Sloveense politiek en werd benoemd tot hoofd van het Programmacomité van de Miro Cerar Partij.
Bulc was eerder van 19 september 2014 tot 1 november 2014 minister zonder portefeuille verantwoordelijk voor Ontwikkeling, Strategische Projecten en Cohesie.
Op 10 oktober 2014 droeg de regering Bulc voor als Europees commissaris. De voormalige premier Alenka Bratušek was eerder door het Europees Parlement afgewezen. Nadat Bulc haar hoorzitting succesvol doorstaan had, werd zij met ingang van 1 november 2014 benoemd, met verantwoordelijkheid over de portefeuille Vervoer.
- International Standard Name Identifier: 0000 0004 2233 5792
- Parlement.com: vjnwidssq5zy
- Virtual International Authority File: 305710007

Vytenis Andriukaitis · Andrus Ansip (tot 2 juli 2019) · Dimitris Avramopoulos · Elżbieta Bieńkowska · Violeta Bulc · Miguel Arias Cañete  · Corina Crețu (tot 2 juli 2019) · Valdis Dombrovskis  · Marija Gabriel (vanaf 4 juli 2017) · Kristalina Georgieva (tot 1 januari 2017) · Johannes Hahn · Jonathan Hill (tot 15 juli 2016) · Phil Hogan  · Věra Jourová · Jean-Claude Juncker · Jyrki Katainen · Julian King (vanaf 19 september 2016) · Cecilia Malmström · Neven Mimica · Carlos Moedas · Federica Mogherini · Pierre Moscovici · Tibor Navracsics · Günther Oettinger · Maroš Šefčovič · Christos Stylianides · Marianne Thyssen · Frans Timmermans · Karmenu Vella · Margrethe Vestager